# Memecylon sessile
Memecylon sessile är en tvåhjärtbladig växtart som beskrevs av George Bentham, Robert Wight och George Arnott Walker Arnott. Memecylon sessile ingår i släktet Memecylon och familjen Melastomataceae. Inga underarter finns listade i Catalogue of Life.